# Polymerurus squammofurcatus
Polymerurus squammofurcatus is een buikharige uit de familie Chaetonotidae. Het dier komt uit het geslacht Polymerurus. Polymerurus squammofurcatus werd in 1926 voor het eerst wetenschappelijk beschreven door Preobrajenskaja. 